# Drive Creek
Drive Creek är ett vattendrag i Kanada.   Det ligger i provinsen Ontario, i den sydöstra delen av landet, 1 300 km väster om huvudstaden Ottawa.
I omgivningarna runt Drive Creek växer i huvudsak barrskog. Trakten runt Drive Creek är nära nog obefolkad, med mindre än två invånare per kvadratkilometer.